# 滇南翻唇兰
滇南翻唇兰（学名：Hetaeria rubens）为兰科翻唇兰属下的一个种。

## 扩展阅读
- 維基物種上的相關：滇南翻唇兰